# Rudolf von Bitter (Landrat)
Rudolf Hermann Wilhelm von Bitter (* 4. Mai 1880 in Waldenburg; † 28. März 1957 in Hannover) war ein deutscher Jurist, Staatsbeamter und Wirtschaftsfunktionär. Er war von 1913 bis 1926 Landrat des Kreises Hirschberg.

## Leben

### Herkunft
Rudolf von Bitter war ein Sohn des Präsidenten des Oberverwaltungsgerichts Rudolf von Bitter (1846–1914) und seiner Ehefrau Marie, geb. Hegel (1848–1925), Tochter des späteren Konsistorialpräsidents Immanuel Hegel. Sein Großvater väterlicherseits war der Präsident der Seehandlung und Unterstaatssekretär Rudolf von Bitter (1811–1880). Sein Urgroßvater mütterlicherseits war der Philosoph Georg Wilhelm Friedrich Hegel.

### Werdegang
Von 1889 bis 1898 besuchte Bitter das Gymnasium in Oppeln. Anschließend studierte er von 1898 bis 1901 Rechtswissenschaften. Von 1901 bis 1907 tat er Dienst als Gerichtsreferendar und dann von 1907 bis 1913 als Regierungsassessor.
Von 1913 bis 1926 tat Bitter Dienst als Landrat des Kreises Hirschberg in Schlesien. 1926 war er als Landrat vorgesehen, er wurde aber nicht besetzt, sondern Kurt Schmeisser wurde Landrat.
In der Weimarer Zeit war Bitter Geschäftsführer der Verbandes der öffentlich-rechtlichen Kreditanstalten in Berlin. Obwohl er in der NS-Zeit durch die NSDAP mit Intrigen belastet wurde, blieb er durch das Reichsernährungsministerium und durch das Reichswirtschaftsministerium gestützt auf dem Posten des Geschäftsführers. Zudem war er Mitglied des Aufsichtsrates der Treuhandgesellschaft für Kommunale Unternehmungen, Vorsitzender der Gesellschaftsversammlung der Basaltwerke Rabishau GmbH. sowie Vorstandsmitglied der Deutschen Landesbankenzentrale AG in Berlin.
Er wechselte später in das niedersächsisches Finanzministerium nach Hannover und wurde hier 1946 Staatssekretär. Von Bitter geriet Anfang 1948 bei einer Sitzung mit dem Ministerpräsidenten Hinrich Kopf aneinander. Es kam der Vorwurf auf, dass sich von Bitter über das Kabinett stellen würde, woraufhin von Bitter seinen Rücktritt anbot. Im offiziellen Protokoll ist ein solcher Vorfall nicht dokumentiert. Es ist aber dokumentiert, dass sich der niedersächsische Finanzminister Georg Strickrodt für von Bitter einsetzte.

### Familie
Bitter heiratete in Hannover am 17. März 1909 verheiratet mit Louise von Klenck (1888–1980). Der Ehe entstammten vier Kinder.